# Riserva naturale Fontana del Guercio
La riserva regionale della Fontana del Guercio è un'area naturale protetta situata all'interno del comune di Carugo. La riserva ha particolarità soprattutto dal punto di vista idrogeologico, vista la presenza di 14 sorgenti, i fontanili, di cui alcuni, probabilmente, usati dall'età celtica. Il più imponente dei fontanili, la Testa del Nan, dà origine alla Roggia Borromeo e percorre tutta la riserva. La scoperta di un prezioso documento del XVI secolo ha permesso di ricostruirne la storia e le lotte per il suo possesso tra i conti Giorgio Manriquez ed Ercole Marliani fino alla sua cessione, nel XVII secolo ai Borromeo Arese.
La riserva è stata istituita con L.R. 30.11.86, n.86 e dal 1995 possiede un proprio piano di gestione.
Dal 21 dicembre 2017, la riserva naturale Fontana del Guercio viene inglobata nel territorio del Parco delle Groane entrando a far parte di esso.
In questa Riserva Naturale, per tutelare la biodiversità di alcune specie, non sono ammessi cani nemmeno al guinzaglio.

## Storia
Nel dopoguerra, con il veloce sviluppo economico del settore del legno, l'area è stata individuata come luogo dove poter portare liberamente rifiuti di ogni tipo.
Nel luglio 1974, numerosi volontari si organizzarono per ripulire l'area. Questo gruppo si diede il nome  "Amis de la funtana" .
L'iniziativa ebbe molto successo e venne ripetuta anche gli anni seguenti riuscendo così a ripristinare completamente la zona.
Il gruppo di volontari fu la base per la creazione del gruppo antincendio boschivo di Carugo, diventato nel 1995 Protezione Civile.
Nel 2024 l'associazione "Museo della Brianza nel Novecento" ha pubblicato un libro dove vengono raccolte foto e testimonianze di quella storica impresa.

## Fauna
La fauna della riserva risulta essere sorprendentemente ricca di biodiversità, difatti grazie alle zone alberate e alle campagne vicine, vi si possono trovare un gran numero di specie di Uccelli. Tra i più importanti, sono da segnalare la Poiana comune, lo Sparviere e l'Allocco. Tra gli abitanti dei boschi troviamo il Rampichino, il Torcicollo, il Picchio verde, il Picchio rosso minore, il Picchio rosso maggiore, il Picchio muratore e la Ghiandaia. Inoltre a frequentare gli ambienti più aperti e anche urbani ci sono lo Scricciolo, la Cinciallegra, il Lui piccolo, il Merlo, il Pettirosso, il Fringuello, il Cuculo, il Codibugnolo, il Colombaccio, la Cornacchia grigia, la Cinciarella, la Cincia bigia, la Capinera e la Balia nera.
I Rettili presenti sono la Lucertola muraiola, il Ramarro occidentale, il Biacco e la Natrice dal collare che popola le zone acquose.
Per quanto riguarda gli anfibi, molte specie di Anuri popolano la Riserva  tra cui la Rana dalmatina, la Rana di Lataste, la Rana verde e la Hyla arborea. Di particolare importanza è la presenza della Salamandra pezzata che si riproduce nei fontanili del Parco, uno dei siti più meridionali della Lombardia.
Sono presenti il Riccio comune, lo Scoiattolo rosso, il Ghiro e la Volpe rossa come rappresentanti dei Mammiferi.
Le zone umide dei fontanili sono popolate dai Ditischi, Plecotteri e Tricotteri, Notonette e Gerridi, Libellule, Efemerotteri e Nepa, oltre che a varie specie di Sanguisughe e Gasteropodi.

## Flora
- Ontano nero
- Farnia
- Carpino bianco
- Olmo
- Ciliegio selvatico
- Nocciolo
- Cappello del prete
- Pallone di neve
- Frassino
- Favagello
- Felce Femmina

## Geografia
Il territorio della riserva è costituito dal ceppo, una roccia sedimentaria composta da ciottoli e cemento arenaceo, che determina la presenza di 14 fontanili.

## Accessi
Al parco si accede dai comuni di Carugo e Brenna.

## Comuni
Il parco è interamente localizzato sul territorio del comune di Carugo.

## Attività
- Trekking
- Cicloturismo
- Escursioni a cavallo